# Obertruppführer
Obertruppführer fue un rango militar de la Alemania nazi utilizado entre los años 1932 y 1945. Aún dicho rango está estrechamente relacionado con las SA (Sturmabteilung), también lo fue en las SS (Schutzstaffel) durante sus años de formación.
Se podría traducir como jefe, o líder, superior de tropa. Este rango tiene sus orígenes en el rango de truppführer, muy utilizado por los soldados de asalto “stosstruppen” durante la Primera Guerra Mundial.
En las SA (Sturmabteilung) fue creado en 1932, durante su expansión y dado el creciente número de miembros. Este rango equivaldría a los que podría ser un sargento de pelotón en un ejército de hoy en día. Era inmediatamente inferior al de haupttruppführer (como un sargento mayor).
El rango de obertruppführer también fue utilizado por las SS entre 1932 y 1934, sobre todo en los primeros días de las SS-VT, precursoras de las Waffen SS, hasta su abolición justo después de la noche de los cuchillos largos. A partir de ese momento el rango pasó a llamarse SS-hauptscharführer. No obstante, este rango subsistió en las SA (Sturmabteilung) hasta el final de la Segunda Guerra Mundial.

## Insignias

Nationalsozialistisches Fliegerkorps (NSFK)
Nationalsozialistisches Kraftfahrkorps (NSKK)
Organización Todt (OT)
Reichsarbeitsdienst (RAD)
Reichsluftschutzbund (RBL)
Sturmabteilung (SA)